# Dragpa Tenpa Yarpel
Dragpa Tenpa Yarpel, ook wel Tenzin Trinley Chökyi Nyima (1954) is een Tibetaans tulku. Hij is de twaalfde gyaltsab rinpoche, een van de vier belangrijkste geestelijk leiders van de karma kagyütraditie in het Tibetaans boeddhisme.

## Karmapa-controverse
Samen met de veertiende dalai lama Tenzin Gyatso, de twaalfde tai situ, Pema Dönyö Nyinje, erkende hij Orgyen Trinley Dorje als zeventiende karmapa. De veertiende shamarpa Mipam Chökyi Lodrö] erkende echter Mipam Chökyi Lodrö] als zeventiende karmapa. Hierdoor dragen nu beide deze titel.